# 弗龙萨克
弗龙萨克（法語：Fronsac，法語發音：[fʁɔ̃sak]）是法国吉伦特省的一个市镇，位于该省东北部，多尔多涅河右岸，属于利布尔讷区。

## 地理
弗龙萨克（44°55'25"N, 0°16'22"W）面积15.29 平方千米，位于法国新阿基坦大区吉倫特省，该省份为法国西南部沿海省份，是法國本土面积最大的省，北起滨海夏朗德省，西临大西洋，南至朗德省，东南接洛特-加龍省，东临多爾多涅省。
与弗龙萨克接壤的市镇（或旧市镇、城区）包括：阿韦尔、利布爾訥、萨扬、圣艾尼昂、圣米歇尔-德弗龙萨克、韦尔。

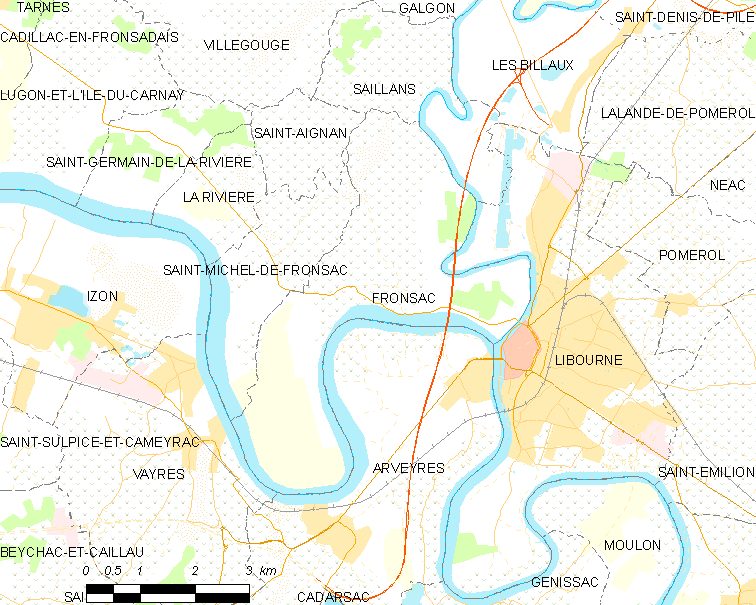
弗龙萨克的OSM定位图

弗龙萨克的时区为UTC+01:00、UTC+02:00（夏令时）。

## 行政
弗龙萨克的邮政编码为33126，INSEE市镇编码为33174。

## 政治
弗龙萨克所属的省级选区为勒利布尔奈-弗龙萨代县。

## 人口

1962-2008年间弗龙萨克人口变化图示

弗龙萨克于2022年1月1日时的人口数量为1120人。